# Piaszno (Równina Charzykowska)
Piaszno – przepływowe jezioro rynnowe na Równinie Charzykowskiej, położone w gminie Lipnica, w powiecie bytowskim, w woj. pomorskim. Jezioro leży w regionie Kaszub zwanym Gochami.